# Rita Achkina
Rita Achkina (née en 1938) est une ancienne fondeuse soviétique.

## Jeux olympiques
- Jeux olympiques d'hiver de 1968 à Grenoble 
  -  Médaille de bronze en relais 3 × 5 km.

## Championnats du monde
- Championnats du monde de ski nordique 1966 à Oslo 
  -  Médaille d'or en relais 3 × 5 km.
  -  Médaille de bronze sur 5 km.